# Telekom Srbija
Telekom Srbija (nombre completo legal: Preduzeće za telekomunikacije Telekom Srbija a.d.) es una compañía de telecomunicaciones con base en Serbia, con su sede en Belgrado. La compañía provee servicios de comunicaciones de telefonía fija y móvil, e Internet en Serbia, Bosnia y Herzegovina y Montenegro.
De acuerdo a su más reciente informe anual remitido a la Agencia de Registro Económico Serbia, la compañía tiene 10.198 empleados y registró un beneficio anual de RSD11.573.270.000 (aproximadamente €145 millones) para el año 2007.
En 2012, el operador de telecomunicaciones griego OTE vendió su 20% de Telekom Srbija por €380 millones.
El 3 de mayo de 2012 el gobierno de Serbia ha transferido el 6,96% de las acciones a los empleados de Telekom Srbija, y el 15% de las acciones entre ciudadanos de Serbia. El gobierno de Serbia ahora posee el 78,04% de las acciones.

## Operaciones

### Móviles
Mobile Telephony of Serbia (mt:s) es una división de Telekom Srbija, que fue fundada en junio de 1997. La compañía ofrece un amplio rango de servicios a clientes privados y empresas, entre ellos la tecnología 3G introducida a finales de 2006.

### Telefonía fija
Telekom Srbija sostuvo el monopolio de las operaciones de telefonía fija en Serbia hasta enero de 2010, cuando Telenor Serbia se convirtió en el segundo operador de telefonía fija el país.

### TV
Telekom Srbija es propietario de los canales de televisión por cable Arena Sports 1, 2, 3 y 4.

### Portal web
Telekom Srbija es propietario del portal web:
- Sve na klik - Sitio en el que puede verse TV en Serbia y extranjero. Son disponibles 15 canales nacionales, que incluyen entretenimiento, servicios de información, música, películas y deporte.[7]
- Mondo - Portal de información con las noticias de actualidad

## Actividades y mercados internacionales

### Bosnia y Herzegovina
Telekom Srbija recientemente ha adquirido la mayoría de las acciones de Telekom Srpske mediante una oferta de €646 millones. La segunda mayor oferta correspondió a Telekom Austria que ofreció €467 millones. Telekom Srbija también emite los canales de televisión por cable Arena Sport 1, 2, 3 y 4.

### Montenegro
Telekom Srbija empezó sus operaciones el 16 de julio de 2007, después de que la compañía obtuviera la licencia como tercer operador como parte de un consorcio con la compañía Ogalar B.V. company. El consorcio ofreció por la licencia la suma de €16 millones. El nombre de esta subsidiaria es m:tel, y es en propiedad de Telekom Srbija en un 51%. Telekom Srbija también emite los canales de televisión por cable Arena Sport 1, 2, 3 y 4.

### Croacia
Telekom Srbija emite los canales de televisión por cable Arena Sport 1y 2.